# Wolkenhof
Der Wolkenhof (bis ins 18. Jahrhundert Wolkenstein) ist ein zur Stadt Murrhardt gehöriger Weiler im baden-württembergischen Rems-Murr-Kreis.

## Lage
Der Wolkenhof mit seinen vierzehn Hausnummern befindet sich in Halbhöhenlage oberhalb der Murr auf dem Südhang des Hofbergs, etwa 1 Kilometer nordwestlich der historischen Altstadt.

## Geschichte

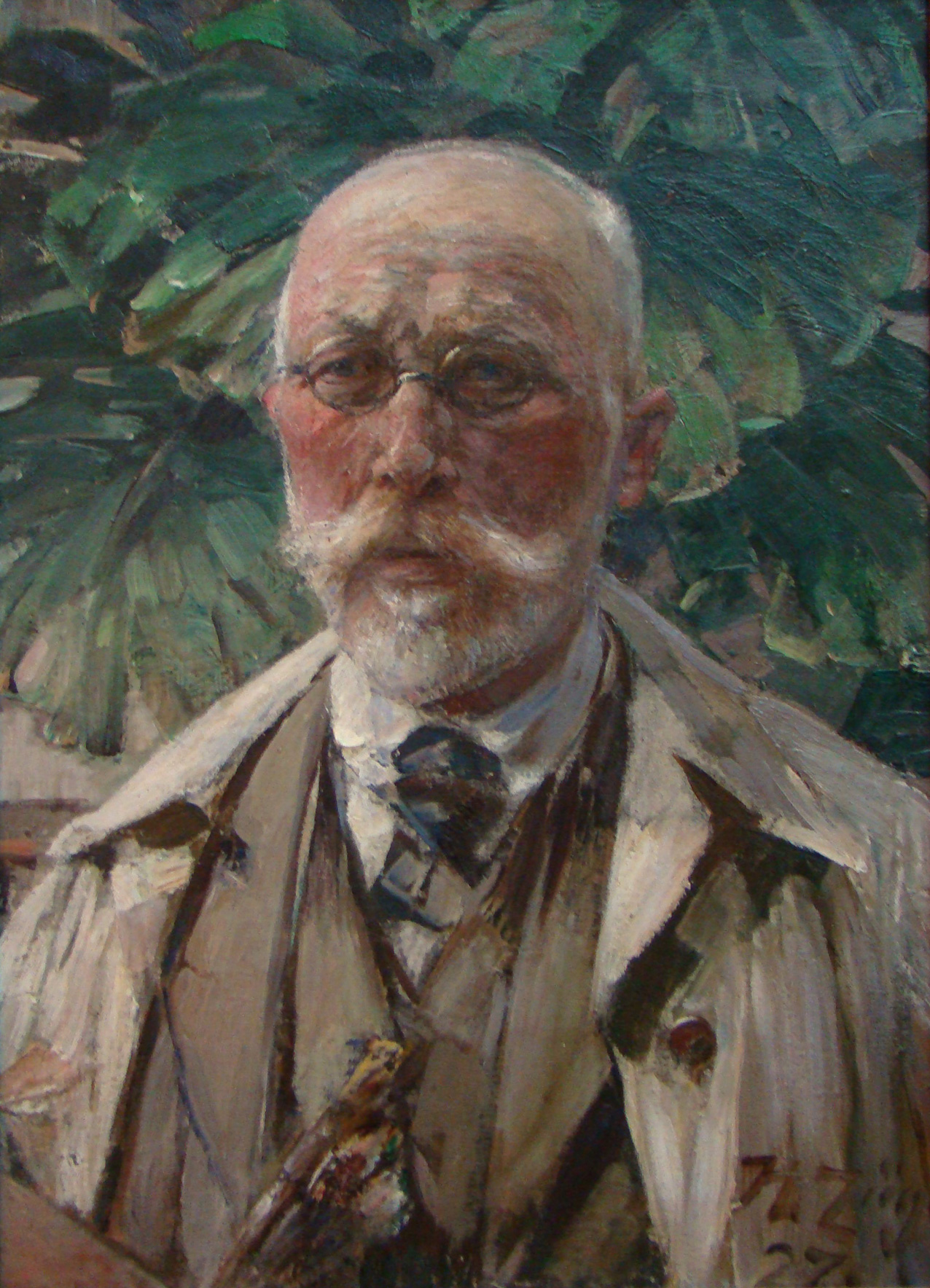
Heinrich von Zügel (Selbstbildnis von 1927)

Die Siedlung ging aus der hochmittelalterlichen Burg Wolkenstein hervor. Die kleine, jedoch repräsentative Burg (nach Rolf Schweizer ein Gebäude mit Doppelarkaden) war der Stammsitz der Herren von Murrhardt. Der Edelmann Heinrich von Murrhardt (Heinricus de Murrehart) wurde 1231 erwähnt. Ein Ritter Ulrich von Murrhardt (Ulricus miles de Murrehart) wird um 1260 mehrmals genannt, zum Beispiel als Zeuge in einer Urkunde des Klosters Schönau. Nach dem Aussterben der Herren von Murrhardt ging Wolkenstein in den Besitz verschiedener angesehener Familien über. In Georg Gadners Karte des Reichenberger und Murrhardter Forsts von 1594 ist die Befestigung Wolckenstain noch verzeichnet. Noch im Dreißigjährigen Krieg (1618 bis 1648) sollen die Menschen der Umgebung hier Zuflucht vor den durchziehenden Söldnern gesucht haben. Anschließend dürfte sie verfallen sein. Im 18. Jahrhundert entstand an der Stelle der Wüstung der Wolkenhof. Ein aus dem Fels gehauener Burgkeller wurde in ein Weingärtnerhaus einbezogen, welches noch vorhanden ist. Ein später bei Bauarbeiten aufgefundenes Säulenkapitell der Burg befindet sich im privaten Carl-Schweizer-Museum. Das Areal ging im 19. Jahrhundert an den Kunstmaler Heinrich von Zügel, der sich 1874/75 auf dem Grundstück ein repräsentatives zweigeschossiges Landhaus errichten ließ. Als Architekten konnte Zügel Christian Hämmerle engagieren, der seit 1871 als Stadtbaumeister in Murrhardt beschäftigt war. Zügel richtete in dem Haus sein Atelier ein. Eng verbunden mit dem Anwesen ist auch der Maler Emanuel Hegenbarth, der sich hier oft aufhielt und 1902 Anna Emilie von Zügel, die älteste Tochter Heinrichs von Zügel, heiratete. Später wechselte das Anwesen öfters den Besitzer. Zuletzt war der Hof ein anthroposophisches Tagungshaus, dann ein Waldorf-Kindergarten und eine Jugendherberge.
Der Wolkenhof steht als Sachgesamtheit unter Denkmalschutz.

### Einwohnerentwicklung
- 1828: 12 Einwohner[6]
- 1871: 31[7]
- 1881: 25[8]

## Mit dem Ort verbundene Persönlichkeiten
- Christian Hämmerle (1843–1916), Baumeister
- Heinrich von Zügel (1850–1941), Kunstmaler
- Emanuel Hegenbarth (1868–1923), Kunstmaler, Schüler und Schwiegersohn Zügels
- Willy Zügel (1876–1950), Sohn Heinrich von Zügels, Tierbildhauer, lebte und starb auf dem Wolkenhof